# Arenzana de Abajo
Arenzana de Abajo est une commune de la communauté autonome de La Rioja, en Espagne.

## Démographie
| 1900 | 1910 | 1920 | 1930 | 1940 | 1950 | 1960 | 1970 | 1981 |
| ---- | ---- | ---- | ---- | ---- | ---- | ---- | ---- | ---- |
| 543  | 607  | 646  | 689  | 743  | 777  | 786  | 652  | 562  |

| 1991 | 2001 | 2011 | - | - | - | - | - | - |
| ---- | ---- | ---- | - | - | - | - | - | - |
| 387  | 295  | 259  | - | - | - | - | - | - |

## Administration

### Conseil municipal
La ville de Arenzana de Abajo comptait 230 habitants aux élections municipales du 26 mai 2019. Son conseil municipal (en espagnol : Pleno del Ayuntamiento) se compose donc de 5 élus.
| Parti | Parti                                    | Voix | %       | Élus  |
| ----- | ---------------------------------------- | ---- | ------- | ----- |
|       | Parti populaire (PP)                     | 110  | 77,46 % | 4 / 5 |
|       | Partido Riojano (PR+)                    | 21   | 14,79 % | 1 / 5 |
|       | Parti socialiste ouvrier espagnol (PSOE) | 11   | 7,75 %  | 0 / 5 |

### Liste des maires
| Mandat    | Maire | Maire                            | Parti          |
| --------- | ----- | -------------------------------- | -------------- |
| 1979-1983 |       | Victorino Martínez Francia       | Sans étiquette |
| 1983-1987 |       | Javier Fernández Fernández       | Sans étiquette |
| 1987-1991 |       | Martín Mateo Hernáez             | AP             |
| 1991-1995 |       | Martín Mateo Hernáez             | PP             |
| 1995-1999 |       | Ildefonso Francia Lejarraga      | PR             |
| 1999-2003 |       | Martín Mateo Hernáez             | PP             |
| 2003-2007 |       | Martín Mateo Hernáez             | PP             |
| 2007-2011 |       | Carlos Faustino García Fernández | Sans étiquette |
| 2011-2015 |       | Purificación Ruiz Monge          | PP             |
| 2015-2019 |       | Purificación Ruiz Monge          | PP             |
| 2019-2023 |       | Julio Francia Ojeda              | PP             |